# Influencer-marketing
Influencer-marketing is een vorm van marketing via sociale media waarbij geprobeerd wordt om via sociale media potentiële klanten te beïnvloeden, met behulp van invloedrijke mensen (socialemedia-influencers), die dat zijn doordat ze veel volgers hebben en goed zijn in het overtuigen van hun publiek wat betreft hun opinies, levensstijl en ervaringen.
Influencer-marketing vindt plaats op socialemediakanalen zoals YouTube, Instagram, TikTok en X (voorheen Twitter). Ook wordt het toegepast in blogs, op nieuwswebsites en in tijdschriften. De techniek neemt dan de vorm aan advertorials, advertenties die ogenschijnlijk inhoudelijke artikelen zijn. Het doel van influencer-marketing is, door blootstelling aan het merk of product, de doelgroep te overtuigen om het product te kopen.

## Verdienmodellen
Bij influencer-marketing op sociale media denkt men vooral aan zogenaamde gesponsorde berichten of video's waarin reclame gemaakt wordt voor een bepaald merk of product. Dat kan verschillende vormen aannemen (video, foto, blogpost e.d.). Zo kan een merk bijvoorbeeld vragen aan een influencer om een recensie te schrijven over hun product of om het product te gebruiken in een video. De vergoeding die influencers hiervoor krijgen, kan bestaan uit het krijgen van een gratis product, het aanwezig zijn op een event en/of het ontvangen van geld, etc. De Nederlandse overheid zet influencers in voor publiekscampagnes vanwege hun grote bereik onder jongeren. Authenticiteit van de boodschap in cocreatie met de influencer is daarbij van belang voor het overbrengen van de boodschap.
Influencers met een grotere bekendheid kunnen die bekendheid ook vermarkten door als ondernemer op te treden; zo lanceerde de Kardashian-familie onder andere een cosmeticalijn en een parfumlijn.

## Invloed
Sociale media influencers kunnen worden omschreven als opinieleiders die in staat zijn om de attitudes, het gedrag, de opinies en de aankoopbeslissingen van hun publiek te beïnvloeden. De informatie die influencers met hun volgers delen wordt gepercipieerd als betrouwbaar, eerlijk en authentiek omdat hun publiek zich meer met hen kan identificeren. Aan de hand van verhalen, foto's en video's geven influencers een grote glimp van hun persoonlijk leven bloot aan hun volgers. Deze intimiteit draagt bij tot de creatie van een parasociale relatie, wat inhoudt dat mediagebruikers een soort schijnrelatie opbouwen met een mediakarakter. Dat zorgt ervoor dat het publiek de influencer als een soort van vriend gaat aanschouwen, waardoor de verkregen informatie betrouwbaarder wordt waargenomen. Influencers worden gezien als meer alledaags en authentiek dan reguliere beroemdheden, zoals Hollywood-acteurs. Dit verschil wordt toegekend aan de afwezigheid van een gecultiveerd imago, een meer openhartig gevoel voor humor, het gebrek aan een filter en het nemen van risico's. Zo weerhouden influencers zich er niet van om de minder mooie kanten van hun leven te laten zien. Bij andere beroemdheden wordt dit gedrag afgeremd door pr-adviseurs.
Vanwege deze persuasieve kracht, beslissen veel merken om influencers in te zetten als een schakel in hun reclameproces. De opkomst van socialemediakanalen en de hierbij verschillende visuele mogelijkheden voor foto en video, zorgen ervoor dat deze merk-gerelateerde opinies en adviezen een veel groter publiek bereiken zonder beperkingen qua tijd en ruimte. Deze informatie oefent een sterkere invloed uit op het beslissingsproces van een consument dan traditionele reclametechnieken omdat consumenten ervan uitgaan dat marketeers altijd zullen proberen om hun merk in een positiever daglicht te plaatsen. Deze vorm van marketing voor bedrijven is dus een goedkoop alternatief voor traditionele reclame. Het weggeven van producten of sponsoring is goedkoper dan het plaatsen van advertenties.

## Platformen
Influencer-marketing kwam oorspronkelijk voor op zogenaamde blogplatformen. Deze werden gebruikt door bloggers om gesponsorde inhoud met het publiek te delen. De inhoud van zulke posts bestond voornamelijk uit een beoordeling van een product of service. Hierbij kwam het merk steeds prominent naar voren.
Influencers maken meer en meer gebruik van verschillende socialemediaplatformen om een bepaalde boodschap te verkondigen. Instagram kan dan ook gezien worden als een van de belangrijkste kanalen voor influencer-marketing. Het groeiende socialemediakanaal telde in 2018 500 miljoen dagelijks actieve gebruikers, wat het toelaat om snel een groot publiek te bereiken.
Verder kan ook YouTube gezien worden als een populair kanaal voor influencers. YouTube-influencers uploaden op dit socialemediaplatform video's waarin ze producten uitpakken, tutorials geven of een glimp laten zien van hun persoonlijk leven. De integratie van gesponsorde inhoud in een video wordt ook wel sponsored vlogging of vlog advertising genoemd.
Influencer-marketing kan zich ook voordoen op Facebook. Hoewel het socialemediaplatform onder jongeren nog steeds het meest gebruikte sociale netwerk is, neemt de populariteit ervan steeds af. Jongeren blijken Facebook zeer passief te gebruiken, waarbij ze eerder kijken en/of reageren op wat anderen doen, dan zelf zaken te posten.
Tot slot kunnen ook TikTok, Snapchat en X ingeschakeld worden als kanaal voor influencer-marketing. Zo kan een populaire influencer bijvoorbeeld het Snapchat-account van een merk overnemen en op die manier ervoor zorgen dat mensen het Snapchat-account van het merk zullen volgen. Daarnaast kunnen influencers ook promotie maken op X door bijvoorbeeld te tweeten over een bepaald merk of berichten van een merk te retweeten.

## Richtlijnen

### Nederland
Influencers in Nederland moeten zich houden aan enkele regels zoals sinds 1 november 2020 omschreven in de gewijzigde Mediawet, consumentenwetgeving en de Reclamecode Social Media & Influencer Marketing (RSM).
De RSM is een bijzondere reclamecode binnen de Nederlandse Reclame Code. RSM heeft betrekking op Reclame via Social Media inclusief Influencer Marketing, dit betekent dat elke influencer, ongeacht hun aantal volgers, die reclame maakt op zijn of haar platform zich moet houden aan deze reclamecode. Indien een adverteerder een influencer korting geeft, gratis producten of diensten aanbiedt of betaalt voor het verspreiden van reclame via sociale media kan dit de geloofwaardigheid van de mening van de influencer over het product beïnvloeden. Daarom moet de relatie tussen adverteerder en influencer duidelijk zijn. Deze openbaarmaking moet duidelijk leesbaar of hoorbaar zijn. Influencers hoeven dit niet in volzinnen te formuleren. Het gebruik van hashtags zoals '#ad', '#reclame', '#advertentie' of '#spon' zijn voldoende. Hierop wordt toegezien door de Reclame Code Commissie. Deze tikte al meerdere malen influencers op de vingers voor het maken van sluikreclame.
Sinds 1 juli 2022 vallen enkele influencers ook onder de Mediawet. Het gaat om influencers die regelmatig video's posten en er geld aan verdienen, als ondernemer ingeschreven zijn bij de Kamer van Koophandel en meer dan 500.000 volgers hebben op YouTube, Instagram of TikTok. Dit betekent onder andere dat influencers zich moeten houden aan aanvullende reclameregels (zoals het plaatsen van Kijkwijzersymbolen) en dat ze zich nu moeten aanmelden bij de Reclame Code Commissie, het Commissariaat voor de Media en NICAM. Ook moet de influencer zijn kijker informeren over de naam van de onderneming en contactgegevens (een e-mailadres volstaat). Deze influencers staan onder toezicht van het Commissariaat voor de Media.

#### Eerste boete
In juni 2024 deelde de Autoriteit Financiële Markten (AFM) de eerst boete uit aan een finfluencer (influencer op financieel terrein) vanwege de samenwerking met de illegale vermogensbeheerder Grinta Invest. De financieel en fiscaal adviseur E.J. Hogervorst moet een bedrag van € 620.000 betalen. De finfluencer heeft een vermogensbeheerder zonder vereiste vergunning gepromoot, fungeerde gelijk als contactpersoon en bood hulp bij het aanmeldproces. In ruil daarvoor zou hij provisies hebben ontvangen tot wel 10% van het door beleggers ingelegde vermogen. Dit heeft ook de hoogte van de boete bepaald.

### België
Net zoals in Nederland moeten ook influencers in België zich aan enkele regels houden. Deze regels zijn opgesteld door het Communicatie Centrum (voorheen de Raad voor de Reclame). Elke influencer, ongeacht hun aantal volgers, die reclame maakt op zijn of haar platform moet ervoor zorgen dat het voor volgers meteen duidelijk is wanneer het om een reclame gaat.
Op 25 april 2022 werden deze regels voor influencers verder aangescherpt. De Belgische Staatssecretaris voor Consumentenbescherming Eva De Bleeker kondigde aan dat influencers vanaf nu de keuze hebben uit een aantal concrete termen om te gebruiken bij commerciële berichten, video's of verhalen: '#reclame', '#advertentie' of '#publiciteit'. In bepaalde gevallen kan ook de hashtag '#gesponsord' gebruikt worden. Op deze manier moet de jonge gebruiker van sociale media opmerkzaam worden gemaakt op de commerciële inhoud van de boodschap. De naleving van deze regels worden toegezien door de Vlaamse Regulator voor de Media (VRM) en de Jury voor Ethische Praktijken inzake reclame (JEP). De VRM kijkt vooral naar de manier waarop influencers reclame maken. Dit is dus kijken of influencers weldegelijk duidelijk maken dat het over een advertentie gaat. De JEP daarentegen behandelt klachten over reclame-uitingen die in strijd zijn met de Belgische reclamecode, zoals de regels omtrent eerlijkheid, verantwoordelijkheid en respect voor de consument. De JEP kijkt dus vooral naar de inhoud van de reclame-uitingen van influencers en behandelt bijvoorbeeld klachten over misleidende of onduidelijke reclame of ongepaste inhoud.
De aangescherpte regels zorgden voor onrust bij influencers want ze moeten nu hun adres en ondernemingsnummer vermelden op hun profiel. Omwille van hun privacy willen influencers hun adres niet delen maar als ze dit niet doen kunnen ze een boete ontvangen van de FOD Economie die kan oplopen tot 80.000 euro.

## De-influencers
Sommige tegenstanders van het consumentisme proberen met hun filmpjes een tegengestelde invloed uit te oefenen en worden daarom de-influencers genoemd. Uiteraard ontvangen zij geen steun van de industrie en handel, en hun aantal volgers is vooralsnog gering.
- Nationale Bibliotheek van Letland: 000356497